# Summer Tour 2019
Il Summer Tour 2019 è la diciassettesima tournée della cantautrice catanese Carmen Consoli, partito da Desio, in provincia di Monza e della Brianza, il 21 giugno 2019.
Il tour viene annunciato il 26 marzo 2019 tramite i social della cantante, specificando che i concerti avranno luogo "sui palchi di alcuni dei festival più suggestivi d'Italia". La "cantantessa" è stata accompagnata da Massimo Roccaforte alla chitarra, Luciana Luccini al basso e Antonio Marra alla batteria. Per le date del 22 e 23 giugno è stata invece seguita da Emilia Belfiore al violino, Claudia della Gatta al violoncello e Massimo Roccaforte alla chitarra e al mandolino.
Il 20 settembre 2019 Carmen Consoli annuncia la prosecuzione del tour su scala stavolta internazionale, portandolo in giro per il Nord e il Sud America sotto il nome di Eco di sirene World Tour.

## Canzoni eseguite
Le canzoni eseguite in tour provengono principalmente dagli album Confusa e felice (1997) e Mediamente isterica (1998), ripercorrendo comunque la carriera della cantautrice a partire dal 1996 con i brani Quello che sento e Amore di plastica, tratti da Due parole, fino al 2015 con L'abitudine di tornare (singolo tratto dall'omonimo album).
| Canzone                | Album                  |
| ---------------------- | ---------------------- |
| L'ultimo bacio         | Stato di necessità     |
| Per niente stanca      | Confusa e felice       |
| Bésame Giuda           | Mediamente isterica    |
| Bésame mucho           | Mediamente isterica    |
| Mio zio                | Elettra                |
| Fiori d'arancio        | L'eccezione            |
| AAA Cercasi            | Per niente stanca      |
| Contessa Miseria       | Mediamente isterica    |
| L'abitudine di tornare | L'abitudine di tornare |
| Parole di burro        | Stato di necessità     |
| In bianco e nero       | Stato di necessità     |
| Fino all'ultimo        | Confusa e felice       |
| Sentivo l'odore        | Mediamente isterica    |
| Confusa e felice       | Confusa e felice       |
| Venere                 | Confusa e felice       |
| Quello che sento       | Due parole             |
| Bonsai #1              | Confusa e felice       |
| Blunotte               | Confusa e felice       |
| Guarda l'alba          | Per niente stanca      |
| Amore di plastica      | Due parole             |

## Concerti
| Data              | Città                | Luogo                       | Festival                               | Apertura                 |
| ----------------- | -------------------- | --------------------------- | -------------------------------------- | ------------------------ |
| 21 giugno 2019    | Desio                | Parco Tittoni               | Parco Tittoni 2019                     | Diodato                  |
| 22 giugno 2019    | Verona               | Teatro Romano               | Rumors Festival                        |                          |
| 23 giugno 2019    | Tuoro sul Trasimeno  | Isola Maggiore              | Moon in June                           |                          |
| 28 giugno 2019    | Bibione              | Piazzale Zenith             | Bibione Beach Live 2019                | Eva Pevarello Marina Rei |
| 29 giugno 2019    | Senigallia           | Foro Annonario              | CaterRaduno 2019                       |                          |
| 3 luglio 2019     | Genova               | Parchi di Nervi             | Festival Internazionale di Nervi       |                          |
| 8 luglio 2019     | Saluzzo              | Ex Caserma Musso            | Occit'amo Festival                     |                          |
| 1º luglio 2019    | Sciacca              | Piazza Mariano Rossi        | Azzurro Food                           |                          |
| 15 agosto 2019    | Rossano              | Piazza Steri                | Programma Estate 2019                  |                          |
| 17 agosto 2019    | Rispescia            | Area concerti               | Festambiente                           |                          |
| 7 settembre 2019  | Palo del Colle       | Rigenera Laboratorio Urbano | Festival Rigenera Smart City           |                          |
| 13 settembre 2019 | Pisa                 | Piazza dei Cavalieri        | PisaEstate 2019                        |                          |
| 14 settembre 2019 | Oliveto Citra        | Piazza Europa               | Mediterranei - Tutta italiana d'autore |                          |
| 28 settembre 2019 | Isola di Pantelleria | Porto di Scauri             | PassItaly Sound Festival               |                          |
| 5 ottobre 2019    | Catanzaro            | Teatro Politeama            | Festival d'Autunno                     |                          |

## Composizione
| Strumento           | Musicista           |
| ------------------- | ------------------- |
| voce, chitarra      | Carmen Consoli      |
| chitarra, mandolino | Massimo Roccaforte  |
| basso               | Luciana Luccini     |
| batteria            | Antonio Marra       |
| violino             | Emilia Belfiore     |
| violoncello         | Claudia della Gatta |